# Onze-Lieve-Vrouw van Goede Wilkerk
De Onze-Lieve-Vrouw van Goede Wilkerk is een kerk te Duffel, aan de Kapelstraat en Bruul.

## Historiek
In 1637 werd een houten kapel opgericht, na de vondst van een terracotta Mariabeeldje van 12 centimeter op 14 augustus van dat jaar door twee koeherder-kinderen in een wilg. Hoofdrolspelers in de oprichting van de kapel waren witheer Schaluyen van de norbertienen van Tongerlo en markies van Deinze Floris de Merode. Drie jaar later werd deze houten constructie vervangen door een van steen. De kapel groeide uit tot een Mariaoord. 
Circa drie eeuwen later werd deze constructie uitgebreid langs de westzijde tot het huidige gebouw. Architect was Alfred Minner en de eerste steen werd gelegd door kardinaal Jozef Van Roey op 14 augustus 1937. Tevens vond op die datum de eerste kaarsjesprocessie plaats, een tot op heden jaarlijks wederkerend evenement.
In 1935 vond de erkenning als kapelanij plaats en in 1948 als succursale kerk. De parochie maakt deel uit van de federatie Duffel in het dekenaat Mechelen van het vicariaat Vlaams-Brabant en Mechelen van het aartsbisdom Mechelen-Brussel.

## Galerij

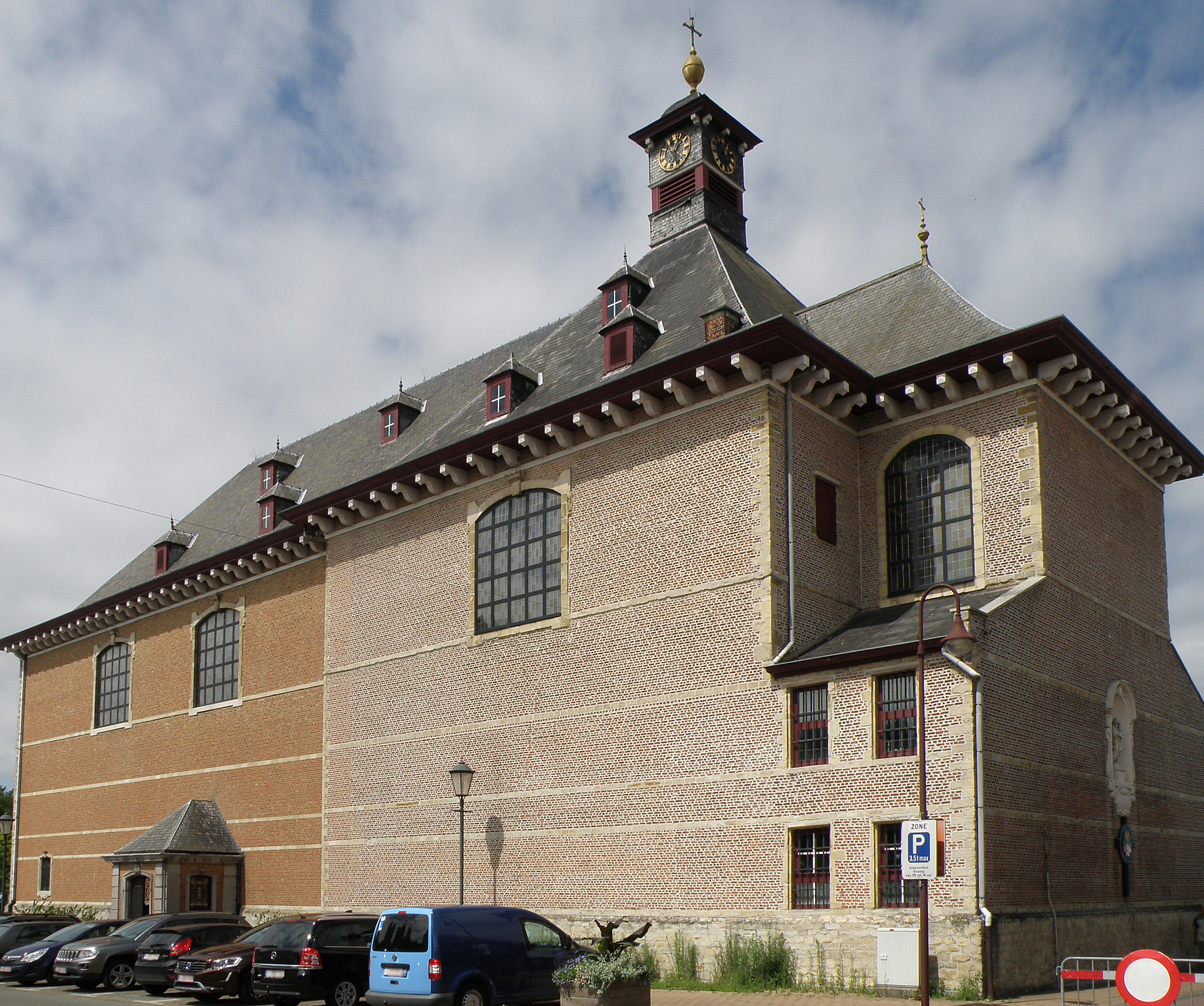
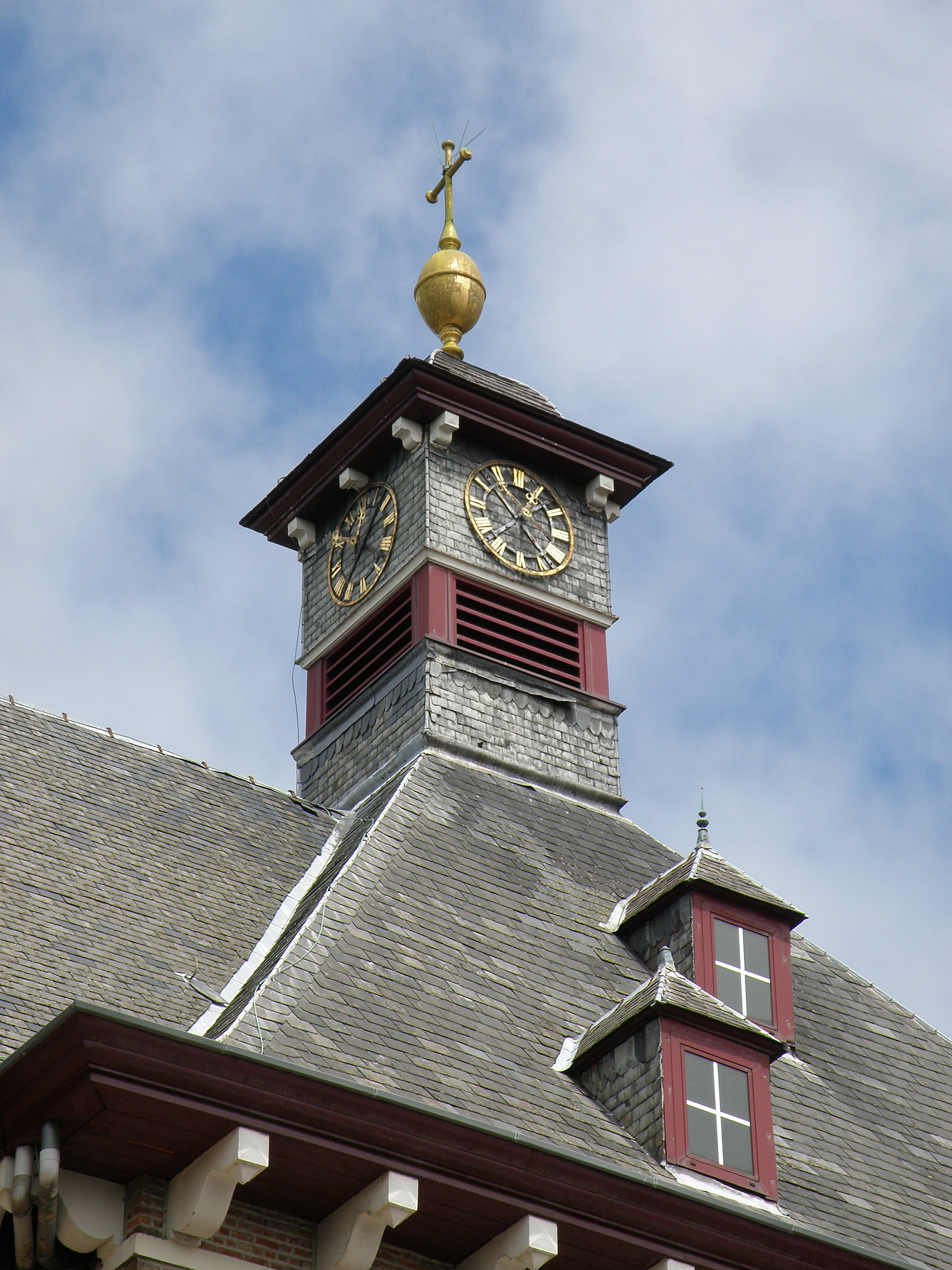
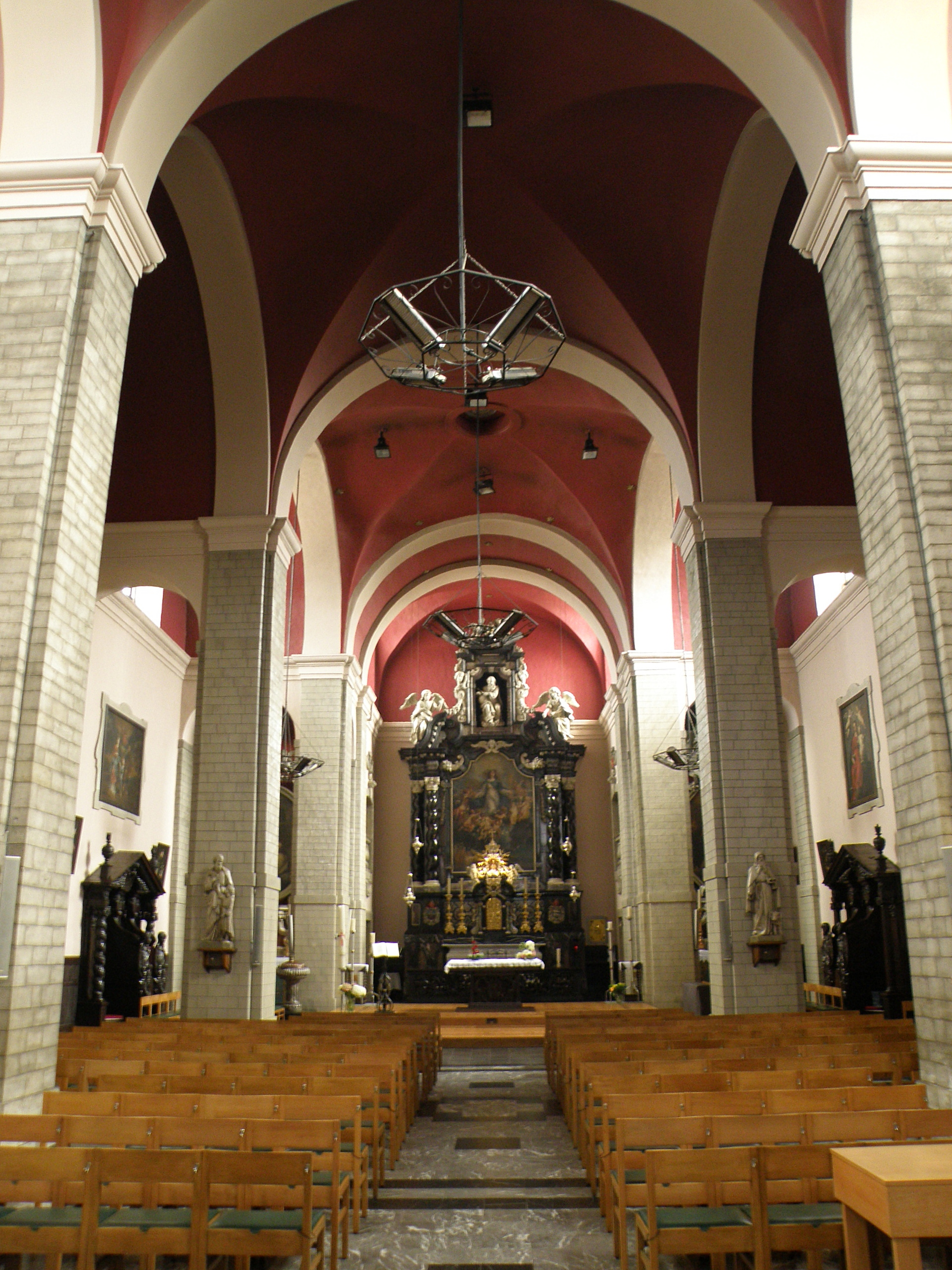
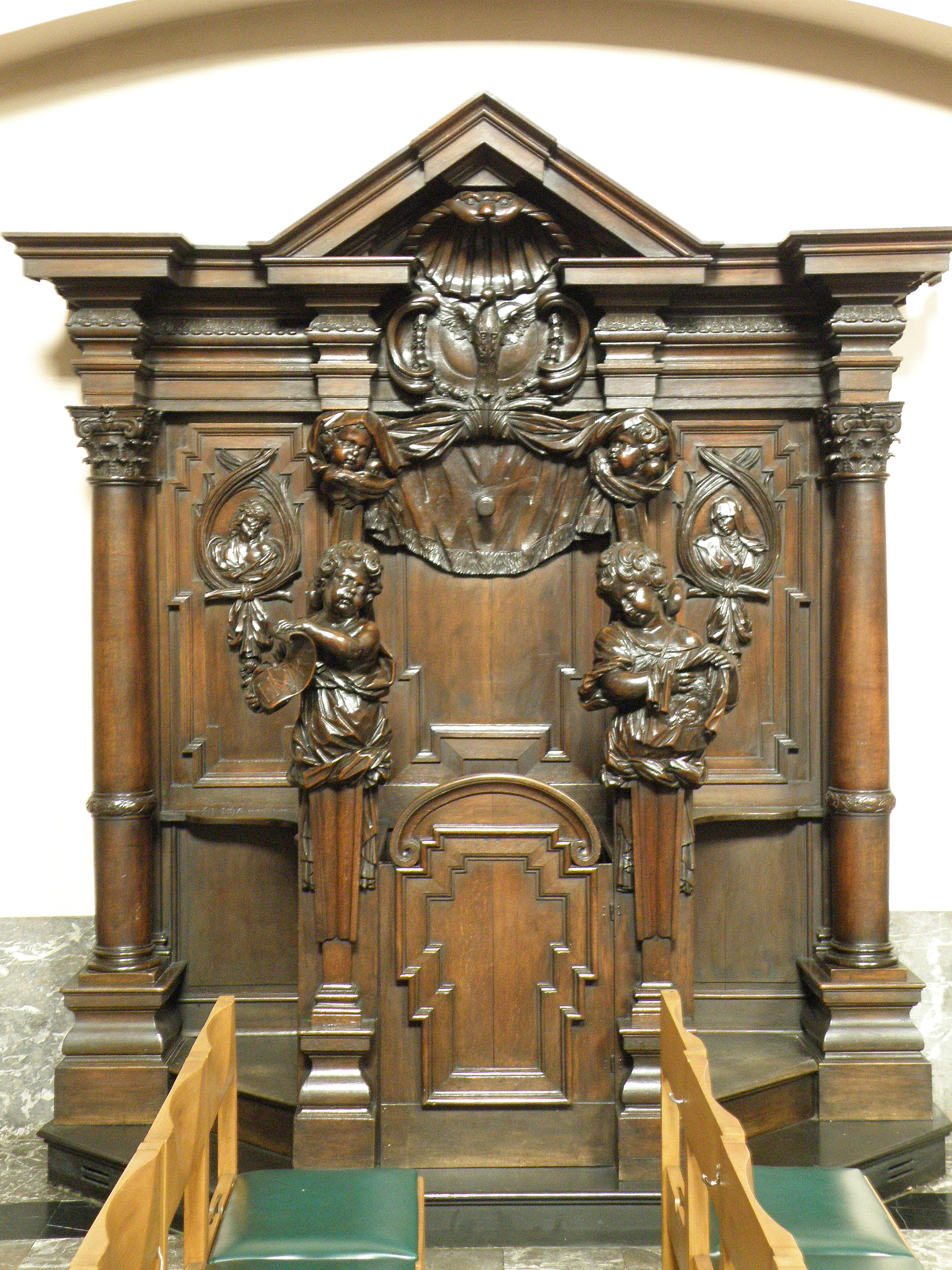